# Џеферс Гарденс (Орегон)
Џеферс Гарденс (енгл. Jeffers Gardens) насељено је место без административног статуса у америчкој савезној држави Орегон.

## Демографија
По попису из 2010. године број становника је 368.
| Група             | 2000.    | 2010.       |
| Белци             | 0 (0,0%) | 322 (87,5%) |
| Афроамериканци    | 0 (0,0%) | 3 (0,8%)    |
| Азијати           | 0 (0,0%) | 0 (0,0%)    |
| Хиспаноамериканци | 0 (0,0%) | 33 (9,0%)   |
| Укупно            | 0        | 368         |